# Benoît Boulanger
Pour les articles homonymes, voir Boulanger (homonymie).
Benoît Boulanger est un physicien français, né le 22 septembre 1961 à Metz. Depuis 2000, il est conjointement professeur à l’Université Grenoble-Alpes (anciennement Université Joseph Fourier) et  chercheur CNRS à l’Institut Néel où il dirige les travaux en matière d’optique non linéaire paramétrique. Benoît Boulanger a soutenu sa thèse en 1989 à l'Université de Nancy, sous la direction de Jean Protas.